# The Archer & The Owle
The Archer & The Owle è l'ottavo EP del gruppo musicale sludge metal Thou, pubblicato nel luglio del 2011.

## Tracce
1. Voices in the Wilderness – 10:29
2. Something in the Way (cover dei Nirvana) – 5:04
3. Summit Reprise – 2:54
4. Bonnet Carré – 10:10
5. Cold World (cover dei Pygmy Lush) – 5:45
6. There There (cover dei Pygmy Lush) – 4:33

## Formazione
- Bryan Funck – voce
- Andy Gibbs – chitarra
- Matthew Thudium – chitarra
- Mitch Wells –  basso
- Josh Nee/Terry Gulino – batteria